# Almodes
Almodes là một chi bướm đêm thuộc họ Geometridae.

## Các loài
- Almodes carinenta (Cramer, [1777])
- Almodes terraria Guenée, 1857

## Hình ảnh

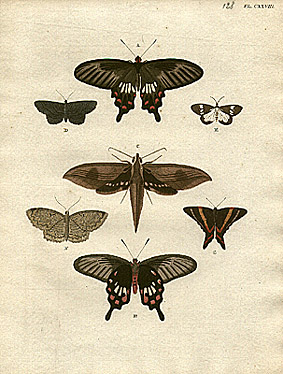